# Battle Kid: Fortress of Peril
Battle Kid: Fortress of Peril är ett homebrew-utvecklat tvådimensionellt plattformsspel till Nintendo Entertainment System utvecklat av Sivak Games. Till skillnad från andra hemmagjorda moderna spel till NES går Battle Kid att köpa på en fysisk kassett. Spelet har inte släppt som nedladdningsbar version till till exempel Wii-ware eller PC trots en viss efterfrågan. Detta beror enligt utvecklaren på det kontrakt som finns mellan Sivak Games och utgivaren Retrozone.